# Basketball (datorspel, 1978)
Basketball är ett basketspel till Atari 2600 och Atari 800, utgivet 1978. Spelet spelas av en eller tvbå spelare, och varje lag innehåller en spelare.

## I populärkultur
- I komedifilmen Titta vi flyger från 1980 sitter flygledarna och spelar spelet i stället för att övervaka flygplanstrafiken.

### Fotnoter
1. 1 2  ”Basketball” (på engelska). Gamefaqs. Arkiverad från originalet den 4 maj 2014. https://web.archive.org/web/20140504142531/http://www.gamefaqs.com/atari2600/584570-basketball/data. Läst 4 maj 2014.